# Municipio de Van Buren (condado de Lee)
El municipio de Van Buren (en inglés: Van Buren Township) es un municipio ubicado en el condado de Lee en el estado estadounidense de Iowa. En el año 2010 tenía una población de 351 habitantes y una densidad poblacional de 4,1 personas por km².

## Geografía
El municipio de Van Buren se encuentra ubicado en las coordenadas 40°35′41″N 91°39′31″O / 40.59472, -91.65861. Según la Oficina del Censo de los Estados Unidos, el municipio tiene una superficie total de 85.61 km², de la cual 84,45 km² corresponden a tierra firme y (1,35 %) 1,16 km² es agua.

## Demografía
Según el censo de 2010, había 351 personas residiendo en el municipio de Van Buren. La densidad de población era de 4,1 hab./km². De los 351 habitantes, el municipio de Van Buren estaba compuesto por el 98,01 % blancos, el 0,28 % eran asiáticos y el 1,71 % eran de una mezcla de razas. Del total de la población el 0 % eran hispanos o latinos de cualquier raza.